# ジェイク・ゴーバート
ジェイコブ・ドウェイン・ゴーバート（Jacob Dwayne Goebbert, 1987年9月24日 - ）は、アメリカ合衆国・イリノイ州ケーン郡ハンプシャー出身のプロ野球選手（一塁手、外野手）。左投左打。MLB・アリゾナ・ダイヤモンドバックス傘下所属。

## 経歴

### アストロズ傘下時代
2009年のMLBドラフト13巡目（全体401位）でヒューストン・アストロズから指名され、6月19日に契約。契約後、傘下のA-級トリシティ・バレーキャッツでプロデビュー。59試合に出場して打率.238・18打点・2盗塁の成績を残した。
2010年はA級レキシントン・レジェンズでプレーし、135試合に出場して打率.291・10本塁打・98打点・14盗塁の成績を残した。
2011年はA+級ランカスター・ジェットホークス、AA級コーパスクリスティ・フックス、AAA級オクラホマシティ・レッドホークスでプレー。AA級コーパスクリスティでは75試合に出場して打率.305・5本塁打・34打点・2盗塁の成績を残した。
2012年はAA級コーパスクリスティとAAA級オクラホマシティでプレー。AA級コーパスクリスティでは114試合に出場して打率.304・9本塁打・53打点・5盗塁の成績を残した。

### アスレチックス傘下時代
2013年4月4日にトラビス・ブラックリーとのトレードで、オークランド・アスレチックスへ移籍した。移籍後はAA級ミッドランド・ロックハウンズでプレーし、105試合に出場して打率.268・18本塁打・75打点・6盗塁の成績を残した。8月にAAA級サクラメント・リバーキャッツへ昇格。21試合に出場して打率.229・4本塁打・6打点の成績を残した。
2014年はAAA級サクラメントでプレーし、31試合に出場して打率.257・6本塁打・25打点・1盗塁の成績を残した。

### パドレス時代
2014年5月15日にカイル・ブランクスとのトレードで、サンディエゴ・パドレスへ移籍した。移籍後はAAA級エル・パソ・チワワズでプレーし、6月19日にヨンダー・アロンソが故障者リスト入りしたため、パドレスとメジャー契約を結んだ。6月20日のロサンゼルス・ドジャース戦でメジャーデビュー。6回裏1死三塁の場面で代打として出場し、メジャー初安打初打点となる右前適時打を放った。7月9日のコロラド・ロッキーズ戦では、4回表の第2打席でジェイアー・ジャージェンスからメジャー初本塁打を記録。25試合に出場していたが、7月26日にアロンソが故障者リストから復帰したため、AAA級エル・パソへ降格した。8月12日に再昇格。この年は51試合に出場して打率.218・1本塁打・10打点・2盗塁の成績を残した。
2015年1月7日にDFAとなり、14日に40人枠を外れる形でAAA級エル・パソへ降格した。同年、メジャーでの出場機会はなかった。マイナーではエル・パソで122試合に出場し、打率.294・10本塁打・62打点・4盗塁という成績を記録。他には、抜群の選球眼を発揮し、.392という高い出塁率をマークした。守備では、外野の全ポジションを万遍なく守り分け、計78試合で5失策・守備率.969という成績だった。また、29試合で一塁手も守り、4失策・守備率.980を記録。11月6日にFAとなった。

### レイズ傘下時代
2015年11月25日にピッツバーグ・パイレーツとメジャー契約を結んだ。2016年3月29日にマイナー・オプションでAAA級インディアナポリス・インディアンスに降格し、4月3日にDFAとなった。
その後4月6日にウェイバーを経て、タンパベイ・レイズへ移籍した。マイナー・オプションでAAA級ダーラム・ブルズに配属された。5月25日にDFAとなり、27日にマイナー契約でAAA級ダーラムに配属となった。この年は93試合に出場して打率.218・10本塁打・35打点の成績を残した。11月3日にFAとなった。

### ダイヤモンドバックス傘下時代
2017年1月27日にアリゾナ・ダイヤモンドバックスとマイナー契約を結んだ。

## 詳細情報

### 年度別打撃成績
| 年 度     | 球 団     | 試 合 | 打 席 | 打 数 | 得 点 | 安 打 | 二 塁 打 | 三 塁 打 | 本 塁 打 | 塁 打 | 打 点 | 盗 塁 | 盗 塁 死 | 犠 打 | 犠 飛 | 四 球 | 敬 遠 | 死 球 | 三 振 | 併 殺 打 | 打 率 | 出 塁 率 | 長 打 率 | O P S |
| --------- | --------- | ----- | ----- | ----- | ----- | ----- | -------- | -------- | -------- | ----- | ----- | ----- | -------- | ----- | ----- | ----- | ----- | ----- | ----- | -------- | ----- | -------- | -------- | ----- |
| 2014      | SD        | 51    | 115   | 101   | 12    | 22    | 1        | 3        | 1        | 32    | 10    | 2     | 1        | 0     | 0     | 12    | 3     | 2     | 32    | 0        | .218  | .313     | .317     | .630  |
| 通算：1年 | 通算：1年 | 51    | 115   | 101   | 12    | 22    | 1        | 3        | 1        | 32    | 10    | 2     | 1        | 0     | 0     | 12    | 3     | 2     | 32    | 0        | .218  | .313     | .317     | .630  |

- 2015年度シーズン終了時点

### 背番号
- 4（2014年）